# Gunnar Uldall

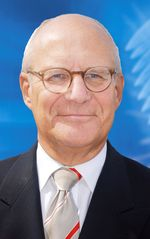
Gunnar Uldall (2006)

Gunnar Uldall (* 17. November 1940 in Hamburg; † 14. November 2017 ebenda) war ein deutscher Unternehmensberater, Politiker der CDU und Senator für Wirtschaft und Arbeit der Freien und Hansestadt Hamburg.

## Ausbildung und Beruf
Nach dem Abitur 1960 in Hamburg leistete Gunnar Uldall von 1960 bis 1962 Dienst als Zeitsoldat bei der Bundeswehr; nach späteren Übungen erreichte er den Dienstgrad Oberleutnant der Reserve. Anschließend absolvierte er ab 1962 ein Studium der Volkswirtschaftslehre an der Universität Hamburg, das er 1966 als Diplom-Volkswirt beendete. Seitdem war er als selbständiger Unternehmensberater tätig. 1971 gründete er die Uldall Unternehmensberatung GmbH, deren Hauptgesellschafter er bis 1983 war. Danach war er Partner der Unternehmensgruppe Mummert + Partner bis November 2001.

## Politische Tätigkeit

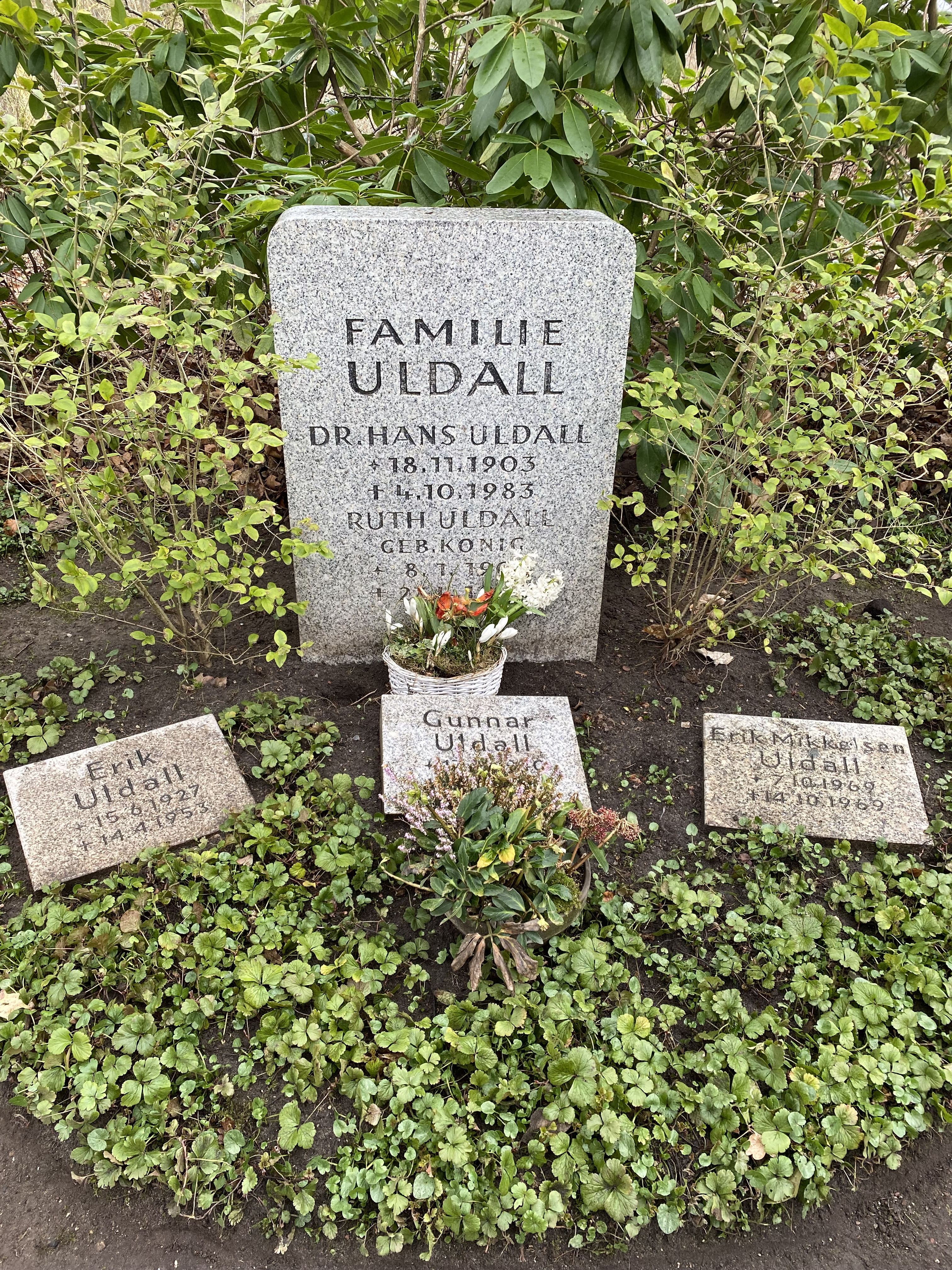
Familiengrabstätte auf dem Waldfriedhof Wohldorf

Seit 1962 war Uldall Mitglied der CDU. Er gehörte von 1966 bis 1983 der Hamburgischen Bürgerschaft an. Von 1983 bis zum 6. November 2001 war er Mitglied des Deutschen Bundestages. Hier war er Obmann der CDU/CSU-Fraktion im Finanzausschuss (Entwicklung eines Stufenmodells für eine neue Einkommensteuer mit den Tarifstufen 8 %/18 %/28 %) und von 1996 bis 2001 wirtschaftspolitischer Sprecher der CDU/CSU-Bundestagsfraktion. Uldall war stets über die Landesliste Hamburg in den Bundestag eingezogen. Von Oktober 2001 bis Mai 2008 war er Senator für Wirtschaft und Arbeit und Präses der Behörde für Wirtschaft und Arbeit im Senat der Freien und Hansestadt Hamburg unter dem Ersten Bürgermeister Ole von Beust (u. a. Ausbau des Airbus-Werks in Hamburg-Finkenwerder und Schaffung der Hamburg Port Authority (HPA)). Im Juni 2015 wählte ihn die Mitgliederversammlung des Landesverbandes Hamburg zum Landesvorsitzenden des Wirtschaftsrat der CDU.

## Sonstige Ämter, Ehrungen und Auszeichnungen
Vom Juni 2008 bis Ende 2014 war Uldall tätig als Präsident des Bundesverband Paket und Expresslogistik (BIEK) in Berlin. Des Weiteren war er Mitglied im Aufsichtsrat verschiedener Unternehmen. 1995 erhielt Uldall den Deutschen Elite-Mittelstandspreis. Außerdem wurde Uldall 1998 für sein Konzept für die Neuordnung der Einkommen- und Körperschaftsteuer mit dem Wolfram-Engels-Preis ausgezeichnet.

## Gunnar-Uldall-Wirtschaftspreis
2019 wurde von mehreren Initiatoren erstmals der „Gunnar Uldall-Wirtschaftspreis“ verliehen. Er will dazu beitragen, die Werte der Sozialen Marktwirtschaft zu fördern und über Generationen hinweg zu erhalten. Ausgezeichnet werden mutige unternehmerische Persönlichkeiten. Die Initiatoren des jährlich mit 10.000 Euro dotierten Preises wollen zudem wissenschaftliche Arbeiten zur Marktwirtschaft und die Vermittlung von Wissen über die Soziale Marktwirtschaft anregen und gerade für junge Menschen die Berufsbildung einschließlich der Studentenhilfe fördern.

## Familie und Privates
Gunnar Uldall war der Sohn des Komponisten Hans Uldall. Er war evangelisch, verheiratet und hat drei Kinder. Er wohnte zuletzt in Hamburg-Bergstedt und wurde in der Familiengrabstätte auf dem Hamburger Waldfriedhof Wohldorf beigesetzt.